# Tenza (kommun)
Tenza är en kommun i Colombia.   Den ligger i departementet Boyacá, i den centrala delen av landet, 80 km nordost om huvudstaden Bogotá. Antalet invånare är 4 651.